# Wellesaurus
Wellesaurus is een geslacht van uitgestorven temnospondyle Batrachomorpha (basale "amfibieën"). Het leefde in het Vroeg-Trias (Olenekien, ongeveer 248 - 247 miljoen jaar geleden) en zijn fossiele overblijfselen zijn gevonden in Noord-Amerika (Arizona).

## Naamgeving
Wellesaurus werd voor het eerst beschreven in 1965 door Samuel P. Welles en John William Cosgriff, op basis van een schedel gevonden in de Meteor Crater Quarry van de Moenkopi-formatie in Arizona, holotype UCMP 36058. Deze geleerden schreven de fossielen toe aan een nieuwe soort van het geslacht Parotosaurus: Parotosaurus peabodyi waarvan de soortaanduiding Frank Peabody eert, aangezien in die tijd elke capitosauriër met een open otische inkeping gewoonlijk naar dat geslacht werd verwezen. Een paar jaar later werd deze soort toegeschreven aan het Noord-Amerikaanse geslacht Stanocephalosaurus (Ochev, 1969), maar het was pas in 1971 dat Jean Pierre Lehman het geslacht Wellesaurus oprichtte, dat als een meer afgeleide van Parotosaurus wordt beschouwd in de mate van sluiting van de otische inkeping. De naam eert Welles.

## Beschrijving
De schedel van het holotype is ongeveer een voet lang, wat wijst op een lichaamslengte van tegen de anderhalve meter.
Zoals alle soortgelijke dieren (capitosauriërs), heeft Wellesaurus een grote platte schedel, min of meer driehoekig van vorm van bovenaf gezien maar met een afgeronde snuitpunt. De schedel is meer dan veertig centimeter lang en het dier als geheel moet meer dan twee meter zijn geweest. De oogkassen waren relatief klein en lagen op ongeveer tweederde van de lengte van de schedel van de snuit af gemeten. Wellesaurus vertoont een mengeling van basale en afgeleide kenmerken.
Van de eerstgenoemden worden de niervormige palatale holten genoemd, zoals al getoond worden door de oudste van de stereospondylen; een rechte dwarsrij tanden op de ploegschaarbeenderen en de aanwezigheid van een parasymphysale rij tanden op de onderkaken; het postglenoïde gebied van de onderkaak, dus achter het kaakgewricht, was bijzonder langwerpig.
Onder de afgeleide kenmerken moeten de zijwaarts gerichte tabulaire hoorns aan de achterrand van het schedeldak worden aangestipt, die de otische inkepingen bijna sloten; een sterk ontwikkelde crista falciformis van het squamosum, die het tabulare kruiste; een sterk haakvormig postorbitale; een exoccipitale dat onderaan het pterygoïde raakt; smalle choanae; afwezigheid van een foramen stapediale; en een jukbeen dat bijna uitgesloten is van de zijrand van de oogkas.

## Classificatie
Wellesaurus wordt momenteel beschouwd als een nogal afgeleide capitosauriër, misschien dicht bij de oorsprong van de Mastodonsauridae (Maganuco et al., 2009). De andere soort Wellesaurus africanus, iets recenter en afkomstig uit Afrika (Damiani, 2001), is ook toegeschreven aan het geslacht Wellesaurus, maar momenteel wordt deze soort als apart beschouwd in een geslacht op zich, Xenotosuchus.